# Tubax

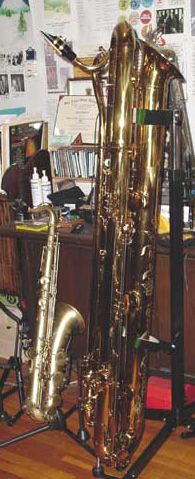
Un tubax en si♭.

Le tubax est un modèle de saxophone contrebasse, mis au point en 1999 par le facteur allemand Benedikt Eppelsheim. Reprenant des travaux sur la perce et la conicité du tube, il a obtenu un instrument beaucoup plus petit en taille puisque recourbé quatre fois, améliorant ainsi son ergonomie sans pour autant affecter sa justesse. Cet instrument est principalement fabriqué en mi♭, mais il en existe quelques modèles en si♭ (tubax sub-contrebasse) et un en ut.

## Histoire
Cet instrument tend désormais à remplacer[réf. nécessaire] les rares modèles de saxophones contrebasses construits en 1920 par Evette et Schaeffer (Buffet-Crampon) puis par Orsi dans les années 1980. Le tubax, plus conforme au dessin du brevet de 1846 d'Adolphe Sax reprend une forme proche de celle de l'ophicléide, plaçant cependant le bec de l'instrument en haut du corps, ce qui offre à l'instrumentiste une meilleure vue sur les partitions, les partenaires, le chef d'orchestre et le public.
La virtuosité, la palette de timbres et de nuances, la maniabilité et la taille de ce nouvel instrument tendent à l'imposer désormais auprès des musiciens intéressés par les extrêmes de registres[réf. nécessaire]. En France, Serge Bertocchi en possède un exemplaire, ainsi que le Conservatoire national supérieur de musique et de danse de Paris et le Conservatoire à rayonnement régional de Strasbourg.
Parmi les premières pièces solo dédiées à Serge Bertocchi : Corps noir convexe et Facteur d'échelle de Marie-Hélène Fournier, le Soupir de la vache de Pierre-Adrien Charpy, No Limits de Robert Lemay, Never Wait to Pull a Weed de Vinny Golia, Passion and Warfare d'Andreas van Zoelen, Mozazor de Yochk'o Seffer.